# Bibliothèque de l'Institut de France

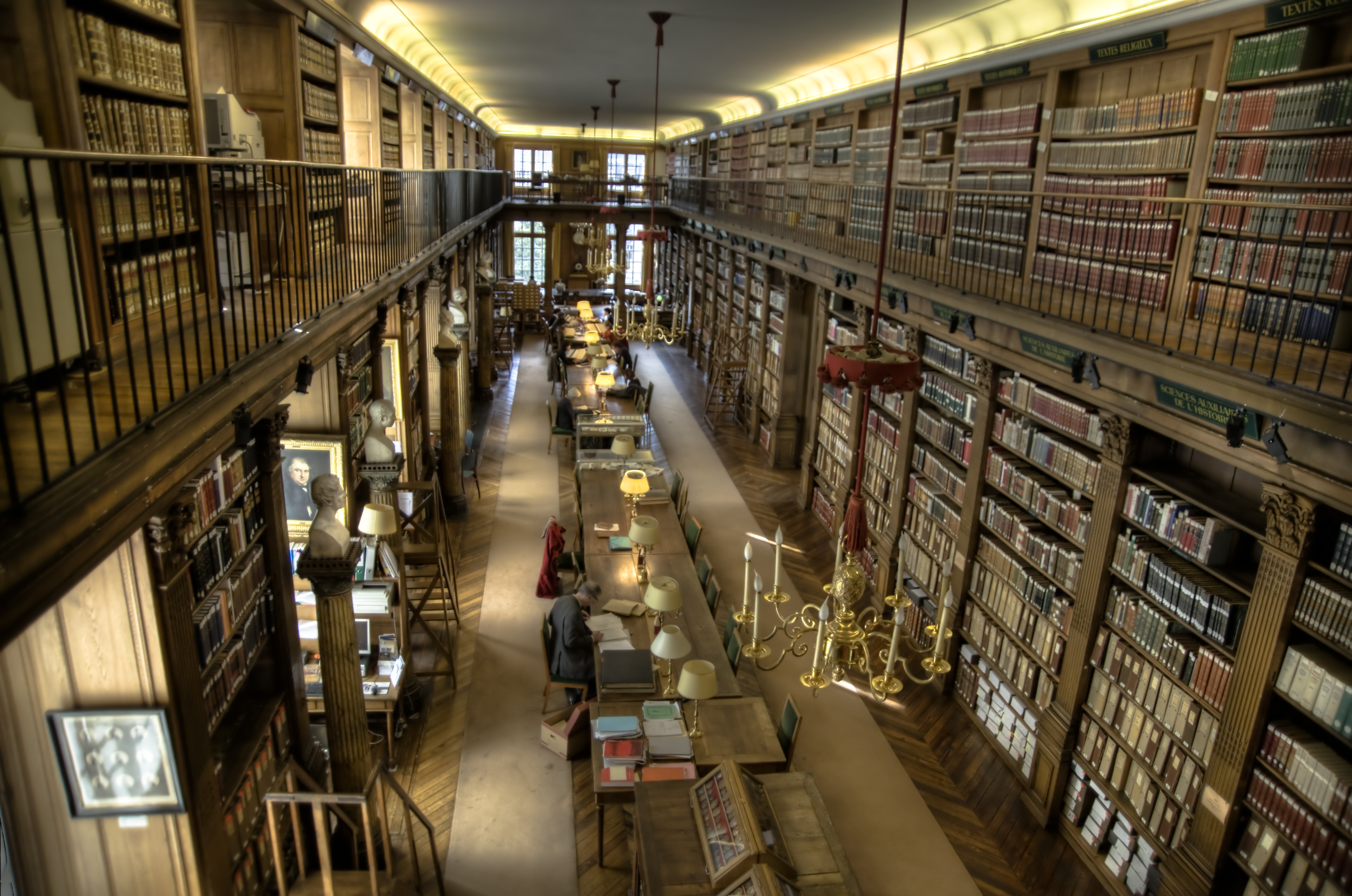
La salle de lecture de la Bibliothèque de l'Institut

La Bibliothèque de l’Institut est l'une des bibliothèques de l'Institut de France, institution qui regroupe cinq Académies. La Bibliothèque est située dans l'ancien Collège des Quatre Nations, quai de Conti dans le 6e arrondissement de Paris, édifice qui abrite également la Bibliothèque Mazarine, une institution distincte bien que dépendant également de l'Institut de France.
Fondée en 1795, en même temps que l'Institut de France, la bibliothèque de l'Institut est aujourd'hui l'une des plus riches de Paris, puisqu'elle conserve à ce jour 1 500 000 documents dont de nombreux fonds patrimoniaux. C'est la plus grande des quatre bibliothèques de l'Institut (qui comprend la Bibliothèque Mazarine, la Bibliothèque de la Fondation Dosne-Thiers dans le 9e arrondissement de Paris et la bibliothèque du musée Condé, à Chantilly). Elle est ouverte aux Académiciens et aux chercheurs qui en font la demande.

## Histoire
La bibliothèque est créée au même moment que l'Institut de France, en 1795, pendant la Révolution française. D'abord installé au Louvre, l'Institut et ses académies déménagent dans le Collège des Quatre Nations fondé au XVIIe siècle par Mazarin en 1805.
Le premier fonds de la bibliothèque est constitué par celui de la bibliothèque de la Ville de Paris, riche de 24 000 volumes et 2 000 manuscrits, mis à disposition par le Directoire au moment de la fondation de l'Institut. Le fonds s'enrichit ensuite grâce à des saisies révolutionnaires et de nombreux dons.

## Collections

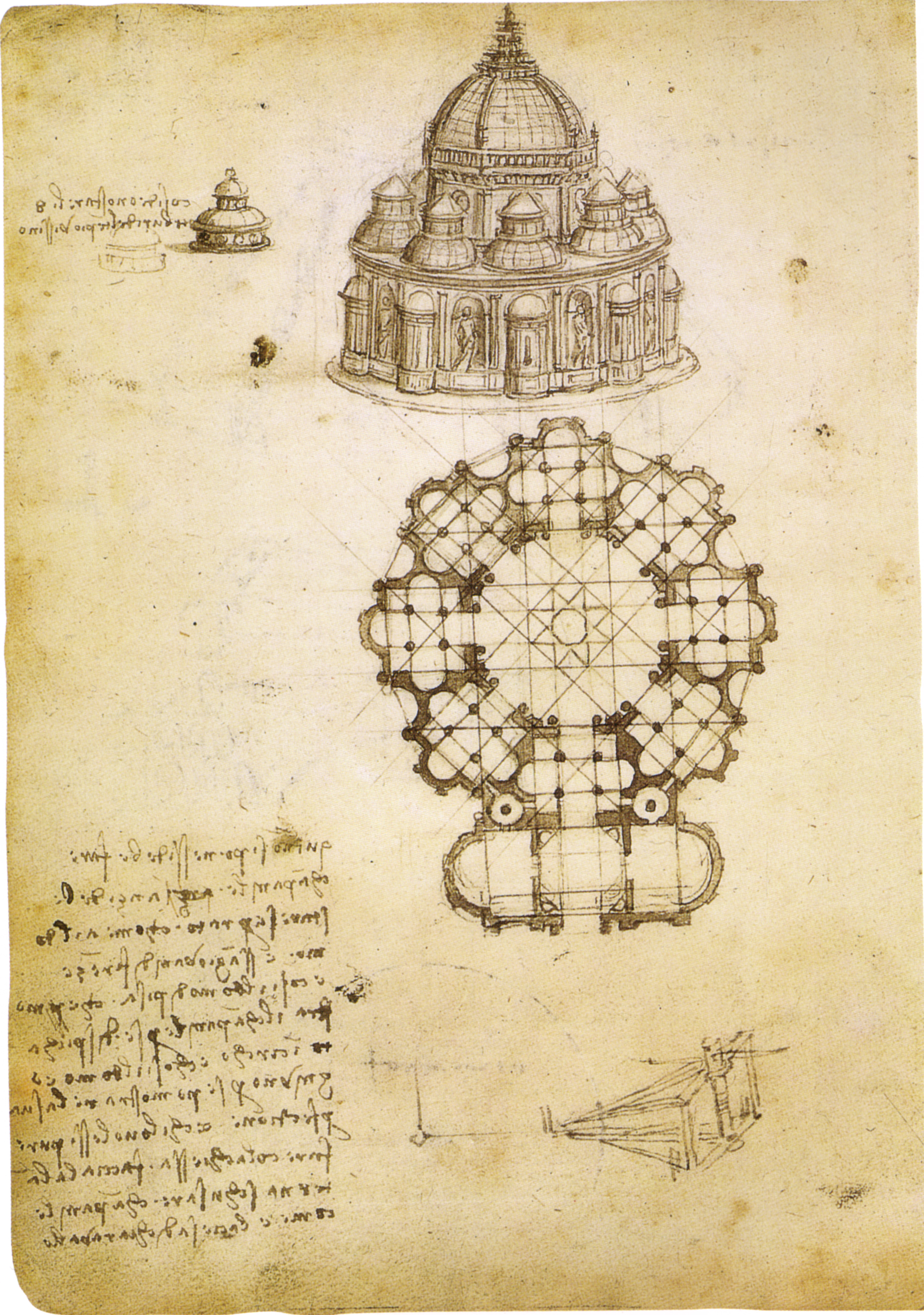
Une page du Manuscrit B de Léonard de Vinci, 1488-1490, encre sur papier, 23 x 16 cm, conservé à la Bibliothèque.

Parmi les 1 500 000 documents conservés par la bibliothèque, on trouve près de 600 000 volumes imprimés, 20 000 manuscrits, des gravures, des dessins, des photographies, des médailles, des cartes, des plans et des souvenirs ou objets divers. La bibliothèque possède également près de 10 000 périodiques savants, français et étrangers. 
Au cours de son histoire, la Bibliothèque a pu enrichir ses collections grâce à de nombreux dons, comme celui du bibliophile belge Charles de Spoelberch de Lovenjoul, qui légua en 1905 à l’Institut sa collection composée de 1500 manuscrits, 40 000 ouvrages et 1100 titres de périodiques.
Parmi les manuscrits les plus précieux, il faut citer les célèbres Manuscrits de l'Institut, douze carnets de notes et de dessins de Léonard de Vinci saisis en 1796 à Milan par Bonaparte. Sous l’Empire, des rouleaux de papyrus trouvés à Herculanum entrèrent dans les collections. On y trouve aussi dix cahiers autographes d’œuvres musicales de Mozart, les manuscrits d'Évariste Galois, des lettres de Chateaubriand ou les cahiers de dessin de Pierre Bonnard.